# Mellette (Dakota del Sur)
Mellette es una ciudad ubicada en el condado de Spink en el estado estadounidense de Dakota del Sur. En el Censo de 2010 tenía una población de 210 habitantes y una densidad poblacional de 313,06 personas por km².

## Geografía
Mellette se encuentra ubicada en las coordenadas 45°9′16″N 98°29′54″O / 45.15444, -98.49833. Según la Oficina del Censo de los Estados Unidos, Mellette tiene una superficie total de 0,67 km², cuya totalidad corresponde a tierra firme.

## Demografía
Según el censo de 2010, había 210 personas residiendo en Mellette. La densidad de población era de 313,06 hab./km². De los 210 habitantes, Mellette estaba compuesto por el 97,14% blancos, el 0% eran negros, el 0,48% eran amerindios y el 2,38% pertenecían a dos o más razas. Del total de la población el 0,48% eran hispanos de cualquier raza.